# Wolf Dietrich von Raitenau
Wolf Dietrich von Raitenau (ur. 26 marca 1559 w Lochau, zm. 16 stycznia 1617 w Twierdzy Hohensalzburg) – austriacki duchowny rzymskokatolicki, w latach 1587-1612 książę arcybiskup metropolia Salzburga.

## Życiorys
Raitenau urodził się w zamku Hofen w Lochau, niedaleko Bregencji, jako syna pułkownika Hansa Wernera von Raitenau i Helene von Hohenems, siostrzenicy papieża Piusa IV i siostry Marka Sitticha von Hohenems Altemps, biskupa Konstancji, jak również siostrzenicy kardynała św. Karola Boromeusza. Studiował na Collegium Germanicum. 2 marca 1587 został wybrany arcybiskupem Salzburga, papież kanonicznie zatwierdził ten wybór 25 maja tego samego roku. Święcenia kapłańskie oraz sakrę otrzymał w październiku 1587. Wdał się w konflikt z Maksymilianem I Bawarskim, który zakończył się po wtargnięciu wojsk Bawarskich do miasta i obaleniu Raitenau. Zmuszony do rezygnacji został uwięziony do końca życia w Twierdzy Hohensalzburg.